# Lawrence Dallaglio
Vous lisez un « bon article » labellisé en 2010.

a Compétitions nationales et continentales officielles uniquement.

b Matchs officiels uniquement.
Lorenzo Bruno Nero Dallaglio dit Lawrence Dallaglio, né le 10 août 1972 à Londres dans le quartier de Shepherd's Bush, est un joueur de rugby à XV international anglais. Il évolue en troisième ligne que ce soit au poste de troisième ligne centre ou de troisième ligne aile tant en sélection nationale qu'avec les London Wasps avec qui il effectue l'intégralité de sa carrière en club. Il prend sa retraite en 2008 et intègre l'encadrement de l'équipe londonienne, pour s'occuper du recrutement et de la détection de jeunes talents.
Avec le XV anglais, il réussit le Grand Chelem dans le Tournoi des Six Nations 2003 et surtout la victoire lors de la Coupe du monde 2003 en Australie devant les tenants du titre australiens. Il a l'honneur également de faire partie des Lions lors des tournées 1997 en Afrique du Sud, 2001 en Australie, 2005 en Nouvelle-Zélande. Il annonce une première fois sa retraite internationale en 2004 avant de revenir jouer avec le XV de la rose en 2006. Puis il dispute la Coupe du monde 2007 et devient vice-champion du monde. Avec les London Wasps, il remporte au moins une fois toutes les compétitions auxquelles il participe, se constituant un des plus beaux palmarès du rugby anglais. Il gagne le championnat d'Angleterre à quatre reprises en 2003, 2004, 2005 et 2008 ainsi que la Coupe d'Angleterre à trois reprises en 1999, 2000 et 2006. Il remporte également trois titres continentaux avec deux victoires en Coupe d'Europe en 2004 et 2007 ainsi qu'une victoire en challenge européen en 2003.
À ses débuts, il est assez dynamique pour jouer à haut niveau en rugby à sept et remporte la Coupe du monde en 1993 avec l'équipe anglaise. De par son grand gabarit, c'est un joueur très puissant avec des qualités de perforation et de combat pour la possession de la balle très appréciées pour les phases de conquête. Outre ses qualités de joueur, Dallaglio est un compétiteur né qui possède également beaucoup de charisme. Ces deux qualités le mènent à devenir capitaine des London Wasps et du XV anglais.

## Carrière sportive

### Jeunesse
Lawrence Dallaglio naît le 10 août 1972 à Londres dans le quartier de Shepherd's Bush au sein d'une famille catholique. Son père Vincenzo, émigré d'origine italienne arrivé à Londres en 1958, est employé dans l'industrie agro-alimentaire, puis devient marchand de glaces avant d'occuper un poste de concierge au Savoy et au London Metropole, deux grands hôtels londoniens,. Sa mère Eileen, d'origine à moitié irlandaise, travaille dès l'âge de 13 ans et cumule les petits boulots pour subvenir aux besoins de la famille,,. Lawrence a une sœur prénommée Francesca, de deux ans son aînée, qui suit des cours de danse classique à la Royal Ballet School puis à la Elmhurst Ballet School. Ses parents font leur possible pour bien élever leurs enfants et leur inculquent les valeurs du travail et d'un salaire bien mérité. C'est pour cette raison que Dallaglio fait des piges dans des restaurants et des pubs lors de ses congés scolaires.

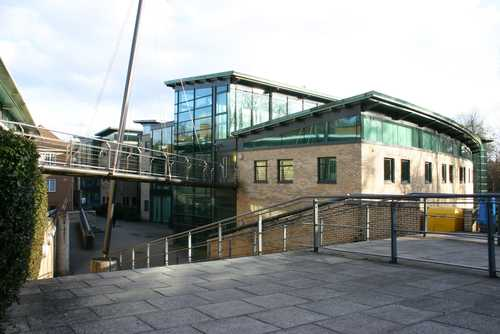
Vue extérieure du campus de l'université Kingston où Dallaglio fait ses études.

Il va à l'école primaire catholique locale puis, à l'âge de 8 ans, ses parents l'envoient à la King's House School, une école primaire préparatoire située à Richmond. Il s'initie au rugby à XV avec l'équipe de l'école, et, à l'occasion d'un tournoi de mini rugby, il joue son premier match à Twickenham au cours duquel il marque un essai. Outre la pratique du rugby, il est aussi membre de la chorale de l'école. À cette occasion, il interprète avec vingt autres choristes des chœurs pour la chanson « We Don't Need Another Hero » de Tina Turner. C'est seulement en 2005, compte tenu du changement de législation sur les droits d'auteur, qu'il est identifié pour percevoir les droits de 250 livres sterling résultant de cet enregistrement. Il effectue la suite de sa scolarité à Ampleforth College, un établissement catholique d'enseignement secondaire situé à Ampleforth dans le Yorkshire du Nord. Il continue à pratiquer le rugby mais n'entre jamais dans l'équipe première du collège, se contentant d'une place dans l'équipe seconde. Au cours de l'été 1989, sa sœur Francesca trouve la mort dans l'accident du bateau Marchioness sur la Tamise le 19 août. Elle décède à l'âge de 19 ans,. Traumatisé par ce tragique évènement, Dallaglio ne retourne pas à Ampleforth l'année suivante et revient vivre avec ses parents. Ceux-ci l'inscrivent au d'Overbroeck's College à Oxford où il effectue la dernière année de sa scolarité avec l'obtention de son A-level,. En août 1990, il s'inscrit à l'université Kingston pour suivre des études en développement urbain. Son choix est motivé par la proximité de l'université avec le siège du Wasps RFC qu'il rejoint au pour jouer avec l'équipe junior du club.

### Débuts avec les Wasps (1993-1994)
Après trois années passées à jouer avec l'équipe espoir du Wasps RFC, Dallaglio fait ses débuts au sein d'une équipe senior. En effet, il participe à la première édition de la Coupe du monde de rugby à sept en avril 1993 qui a lieu à Édimbourg. Il a pour partenaires des joueurs comme Adedayo Adebayo et Matt Dawson. Les Anglais passent les deux tours de poule et se qualifient pour les demi-finales où ils affrontent les Fidji. Ils l'emportent 21 à 7 avec un essai marqué par Dallaglio. Ils retrouvent les Australiens en finale qu'ils battent 21 à 17 avec un nouvel essai du joueur anglais. Matt Dawson et Lawrence Dallaglio sont les seuls joueurs de rugby à la fois champions du monde de rugby à sept et à XV.
Lawrence Dallaglio fait ses débuts avec l'équipe première des Wasps la saison suivante lors de la rencontre de championnat contre les Harlequins le 18 septembre 1993,. Le club londonien termine troisième du championnat derrière les Leicester Tigers et Bath qui remporte son quatrième titre consécutif. Pour sa première saison Dallaglio dispute douze matchs dont dix comme titulaire. L'année suivante, il devient un titulaire indiscutable avec un total de vingt-et-un matchs disputés. La formation des Wasps est de nouveau troisième du championnat, concédant cinq défaites. Les duels contre les deux premiers ont pesé lourd, le club s'incline deux fois contre les Tigers, qui deviennent champions, et une fois contre Bath, qui ne parvient pas à conserver son titre, mais termine deuxième. Par ailleurs, le club londonien atteint la finale de la Coupe d'Angleterre mais s'incline 36-16 devant Bath. Dallaglio échoue dans la conquête de son premier titre en club.

### Premières sélections en équipe nationale et premiers titres (1995-1999)

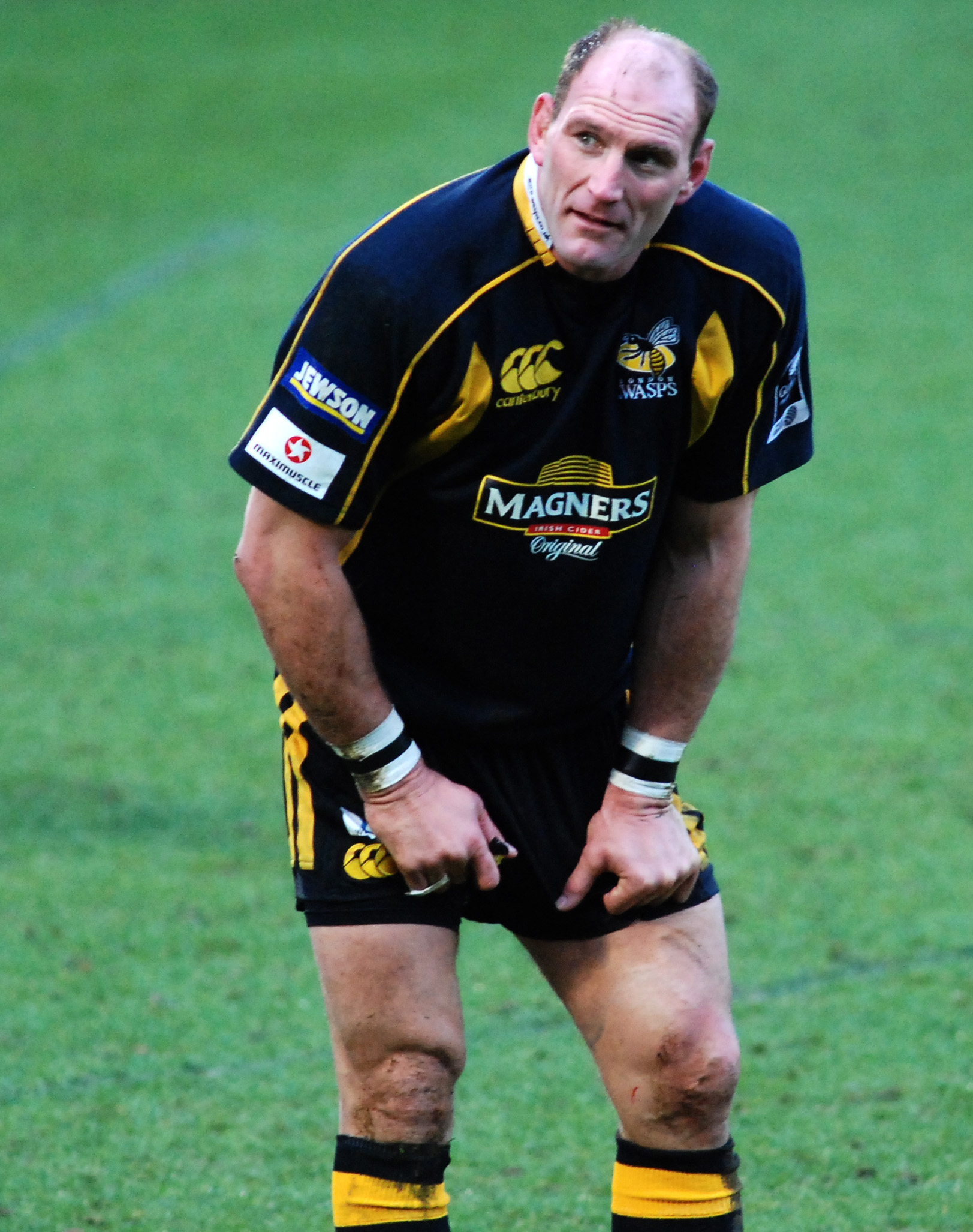
Lawrence Dallaglio en championnat contre Leeds.

La saison suivante marque un tournant dans la carrière du joueur. Tout d'abord, Dallaglio devient le capitaine des Wasps quand Rob Andrew quitte le club pour Newcastle en octobre 1995, emmenant avec lui quatre joueurs chevronnés. Dallaglio s'implique alors dans le club lors de cette période de transition difficile. Il conduit son équipe à une quatrième place en championnat synonyme de qualification pour la Coupe d'Europe que les clubs anglais disputent pour la première fois la saison suivante. Le joueur d'origine italienne connaît également, à l'âge de 23 ans, sa première sélection avec l'équipe d'Angleterre à l'occasion du test match contre l'Afrique du Sud le 18 novembre 1995 au stade de Twickenham. Il entre sur le terrain en remplacement de Tim Rodber à la 66e minute de ce match perdu 24 à 14 contre les champions du monde en titre. Il est reconduit dans le groupe anglais qui affronte les Samoa le 16 décembre. Il est cette fois titulaire au poste de troisième ligne aile à la place d'Andy Robinson et marque le premier essai du match, son premier sous le maillot national. Fin janvier, il retrouve le XV de la rose et participe à son premier Tournoi des Cinq Nations. Il dispute tous les matchs de la compétition, remportée par l'Angleterre sans pour autant réaliser le Grand Chelem en raison de la défaite 15-12 lors du premier match contre l'équipe de France au Parc des Princes.
À l'automne 1996 pour l'entame de la nouvelle saison, les Wasps sont versés dans la poule D de la compétition européenne où ils font face à une concurrence difficile avec le Stade toulousain tenant du titre, le Cardiff RFC vice-champion, le Munster et Milan. Les joueurs de Londres perdent le premier match à domicile 24-26 contre Cardiff puis s'inclinent face au Munster 49-22. Pour le troisième match, les londoniens reçoivent Toulouse le 26 octobre 1996 pour une rencontre qui reste comme la plus grande déconvenue de l'histoire du Stade toulousain. Grâce à un jeu très dynamique, Dallaglio et ses coéquipiers inscrivent neuf essais pour une victoire 77-17 vécue comme « une véritable humiliation » par Serge Laïrle et les joueurs toulousains. Malgré une seconde victoire contre Milan, les Wasps ne sont pas qualifiés pour la phase finale. Le troisième ligne anglais dispute les quatre rencontres et marque un essai contre les Italiens. Le brio que montrent les Wasps contre les Toulousains se reflète en championnat, où les Londoniens s'adjugent le titre avec un bilan de dix-huit victoires, un match nul et trois défaites. C'est le premier titre en club pour Dallaglio.
Le 1er février 1997, il retrouve la sélection nationale pour le premier match du Tournoi des Cinq Nations 1997 contre l'Écosse disputé à Twickenham. Il est associé en troisième ligne à Richard Hill qui fait ses débuts à l'âge de 23 ans. Les Anglais remportent la rencontre 41 à 13 avec quatre essais de Will Carling, Phil de Glanville, Andy Gomarsall et un essai collectif. Pour le match suivant, le 15 février, l'Angleterre inflige à l'Irlande la plus grosse défaite de son histoire dans le Tournoi sur le score de 46 à 6,. Puis le XV de la rose reçoit les Français à Twickenham. Avec un essai de Dallaglio, les Anglais mènent 20-6 à vingt minutes du coup de sifflet final. Mais les Bleus réalisent une très bonne fin de match en inscrivant deux essais par Laurent Leflamand et Christophe Lamaison et obtiennent la victoire sur le fil 23-20. Dallaglio ne joue pas le dernier match conte les Gallois qui, bien que remporté par les Anglais, n'a pas d'incidence sur la victoire finale puisque la France bat l'Écosse et réalise le Grand Chelem. En juin, le troisième ligne anglais intègre la sélection des Lions pour la tournée en Afrique du Sud. Il y dispute sept rencontres dont les trois test matchs contre les Springboks. Juste après la tournée des Lions, il joue avec l'Angleterre un test-match en Australie que le XV de la rose perd 25 à 6. En novembre, le jeune troisième ligne aile est désigné pour succéder à Phil de Glanville au poste de capitaine, et ce bien qu'un autre candidat, Martin Johnson, ait mené les Lions à la victoire au cours de l'été. La tournée de novembre débute contre l'Australie par un match nul 15 partout. Puis les Anglais subissent deux défaites contre la Nouvelle-Zélande 25-8 et l'Afrique du Sud 29-11. Une dernière rencontre contre les Néo-Zélandais est jouée début décembre ; elle se solde par un match nul 26 partout, au cours duquel Dallaglio marque le premier essai de son équipe.
La saison 1997-1998 est vierge de titre pour le joueur tant en équipe nationale qu'en club avec les Wasps. Qualifiés pour la Coupe d'Europe, le club londonien hérite d'un groupe plus accessible avec les Glasgow Warriors, Swansea RFC et la province de l'Ulster. Dallaglio dispute les six matchs de poule tous gagnés par son club qui termine à la première place du groupe et obtient le droit de jouer le quart de finale à domicile contre Brive. Les Français mettent fin à l'aventure européenne des Wasps en venant gagner 25-18 à Londres. En championnat, les coéquipiers de Dallaglio, tenants du titre, peinent et ne terminent qu'à la neuvième place avec treize défaites en vingt-deux matchs. Au mois de mai, Dallaglio participe à sa deuxième finale de la Coupe d'Angleterre mais les Wasps s'inclinent lourdement contre les Saracens sur un score de 48 à 18. Au cours de la saison, le joueur londonien retrouve le XV de la rose à l'occasion du Tournoi des Cinq Nations. Pour le premier match, l'Angleterre s'incline au Stade de France  24-17 contre la France. Les Anglais remportent largement les trois autres rencontres mais ils terminent une nouvelle fois seconds derrière la France qui accomplit le Grand Chelem.

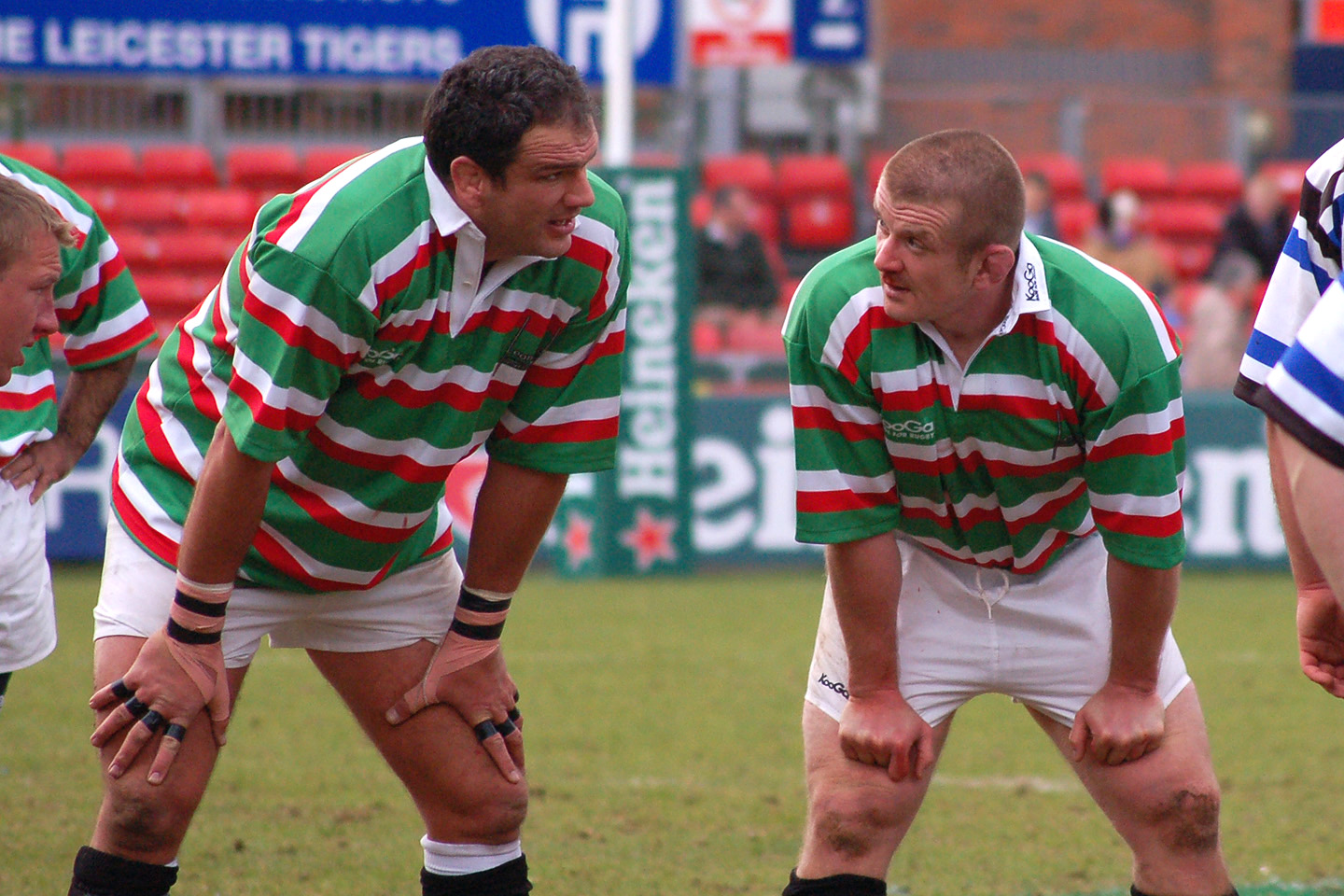
Martin Johnson et Graham Rowntree partenaires de Lawrence Dallaglio en équipe nationale et adversaires en championnat.

Devenu un joueur incontournable de l'équipe d'Angleterre, Dallaglio est titularisé comme capitaine pour tous les matchs du Tournoi des Cinq Nations 1999. Lors du deuxième match du Tournoi, il glisse de l'aile au centre de la troisième ligne pour trouver sa place définitive,. Cela met fin aux changements répétés à ce poste depuis un an entre Tony Diprose et Richard Hill, ce dernier devenant titulaire à l'aile. Lors de cette édition, l'Angleterre perd un match crucial contre les Gallois, abandonnant ainsi le gain du Tournoi aux Écossais. En effet, lors la dernière rencontre, Scott Gibbs échappe à six placages anglais pour inscrire un essai à la dernière minute. L'Angleterre est vaincue et le titre revient aux Écossais pour une meilleure différence de point d'une unité. En championnat, les Wasps terminent à la cinquième place loin derrière les Leicester Tigers champions. Toutefois, Dallaglio termine sa saison avec un nouveau titre obtenu en Coupe après une victoire 29 à 19 sur Newcastle.
Peu avant la Coupe du monde, Dallaglio est le sujet d'une polémique après avoir confié être un consommateur de cocaïne au tabloïd News of the World. À la suite de cela, il écope d'une amende de 15 000 livres sterling le 24 mai 1999 et est exclu du XV de la rose, abandonnant son poste de capitaine à Martin Johnson,. Toutefois, il est relaxé fin août et retrouve sa place en équipe d'Angleterre. Il peut donc disputer la Coupe du monde et prend part aux matchs de préparation contre les États-Unis et le Canada. Lors du premier match en Coupe du monde, il est titularisé face à l'Italie pour une large victoire 67 à 7. Il dispute ensuite le match de poule contre les All Blacks, perdu 30 à 16 puis le dernier contre les Tonga, remporté facilement sur le score fleuve de 101 à 10. À la suite du match de barrage remporté 45-24 face aux Fidji, Dallaglio et ses coéquipiers jouent en quart de finale contre l'Afrique du Sud. L'Angleterre perd la rencontre 44-21 face aux champions du monde en titre et un Jannie de Beer en verve qui inscrit 34 points,. Les Anglais sortent prématurément de la compétition alors qu'ils évoluent en partie à domicile.

### Deux victoires dans le Tournoi (2000-2002)

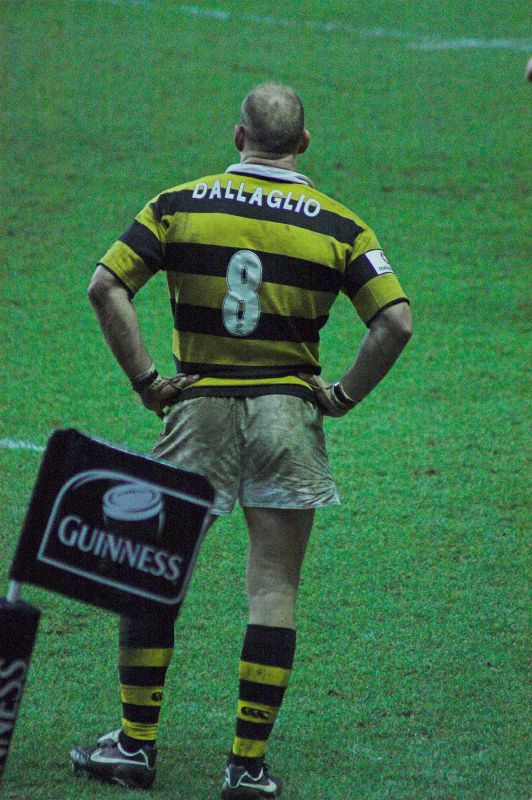
Lawrence Dallaglio en club en 2005.

Pour la première édition du Tournoi des Six Nations, Dallaglio joue tous les matchs de la compétition. Il réalise une prestation remarquable lors du second match contre le pays de Galles le 4 mars 2000 à Twickenham, auteur notamment d'un essai en force. Il ramasse la balle sur une mêlée puis échappe à Rob Howley avant d'aller aplatir dans l'en-but retenu en vain par Mark Taylor et Neil Jenkins,. L'Angleterre remporte le Tournoi sans pour autant réaliser le Grand Chelem en raison de la défaite lors du dernier match contre l'Écosse au cours duquel Dallaglio marque un nouvel essai.
Pour leur troisième campagne européenne, les London Wasps franchissent de nouveau la phase de poules après avoir terminé seconds de leur groupe. Ils affrontent les Northampton Saints en quart de finale. Malgré un essai de Dallaglio, le club londonien s'incline 25 à 22 et est éliminé par les futurs vainqueurs de l'épreuve. En championnat national, le club n'est que septième du classement synonyme d'une non-qualification pour la prochaine Coupe d'Europe. La fin de saison est meilleure car le troisième ligne conduit son club à une nouvelle victoire en Coupe d'Angleterre. Les Londoniens battent Northampton 31-23 en finale et prennent leur revanche du quart de finale perdu en Coupe d'Europe, compétition pour laquelle ils se qualifient finalement grâce à cette victoire en Coupe. Au mois de juin, il part en tournée en Afrique du Sud, participant à la victoire 27-22 du XV de la rose à Bloemfontein.
La saison suivante, le club de Dallaglio termine à la deuxième place de la phase régulière du championnat et se qualifie pour le Zurich Championship, la phase de play-off introduite pour la première fois dans la compétition. Les Londoniens parviennent en demi-finale contre Bath et s'inclinent 36-31. Le troisième ligne anglais quitte la rencontre sur blessure, le ligament du genou endommagé. En Coupe d'Europe, le club ne franchit pas la phase de poules terminant troisième de son groupe derrière le Stade français Paris et Swansea. Sur le plan international, Dallaglio est sélectionné pour les trois matchs internationaux de la tournée de novembre avant de retrouver le groupe anglais pour le Tournoi des Six Nations 2001. Après le match d'ouverture, gagné contre le pays de Galles, l'Angleterre bat nettement l'Italie avec un essai de Dallaglio. Il marque deux nouveaux essais lors du match suivant contre l'Écosse remporté largement 43-3. L'Angleterre remporte tous les matchs du Tournoi, dont celui contre la France qui subit sa plus lourde défaite dans le Tournoi avec un score de 48-19,, si ce n'est celui contre l'Irlande qui est reporté en octobre à la suite d'une épizootie de fièvre aphteuse. Entre-temps, Dallaglio est retenu pour la tournée de juin des Lions en Australie. Mais une blessure au genou après le second match met prématurément un terme à sa participation à la tournée et le prive des test matchs. Cette blessure l'éloigne des terrains pendant de longs mois. Il ne dispute donc pas le match du Tournoi en retard, gagné par les Irlandais 20-14 à Lansdowne Road,. L'Angleterre et l'Irlande se retrouvent avec le même nombre de victoires mais les Anglais obtiennent le gain du Tournoi à la différence de points marqués.
La saison suivante du joueur est écourtée en raison de sa blessure au genou. Dallaglio ne retrouve les terrains que le 18 mars 2002 lors du match de championnat perdu 27-22 contre les Sale Sharks. Il manque la campagne européenne des London Wasps et ne dispute que sept matchs de championnat. Le club londonien se contente d'une septième place en phase régulière et est éliminé en quarts de finale du Zurich Championship par Sale sur le score de 43-27. Sa saison internationale est aussi réduite car il ne dispute que le dernier match du Tournoi des Six Nations 2002 contre l'Italie. L'Angleterre termine seconde derrière la France qui remporte le Grand Chelem. Puis, le joueur des Wasps participe aux trois test matchs de novembre. Si Dallaglio est titulaire pour la première rencontre, il est seulement remplaçant pour les deux derniers matchs, Lewis Moody étant associé à Richard Hill et Neil Back. Au cours de cette tournée, le XV de la rose bat les trois géants de l'hémisphère sud à Twickenham à une semaine d'intervalle : des victoires 31-28 contre les All Blacks, 32-31 contre les Wallabies, et 53-3 contre les Springboks. Cette belle série prometteuse à moins d'un an de la Coupe du monde est un message fort envoyé à tous leurs adversaires.

### L'année de la consécration avec quatre titres (2003)

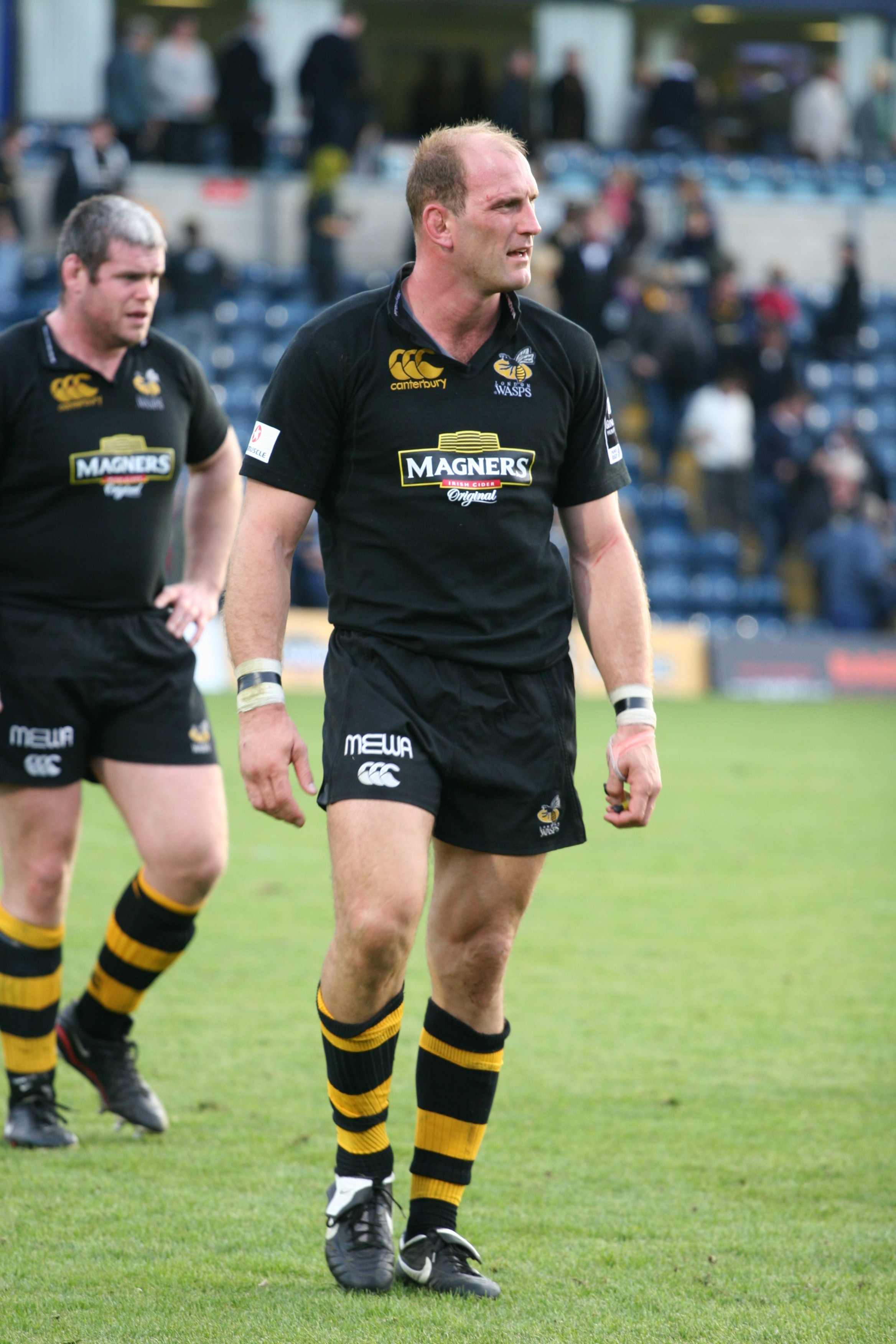
En 2003, Lawrence Dallaglio remporte quatre titres : il réalise le Grand Chelem dans le Tournoi avant de devenir champion du monde avec le XV de la rose, et, il est vainqueur du championnat d'Angleterre et le challenge européen avec les London Wasps.

Lors de la saison de championnat d'Angleterre 2002-2003, les London Wasps terminent seconds de la phase régulière à quinze points de Gloucester qui domine la compétition. Le club londonien est opposé aux Northampton Saints lors de la demi-finale pour déterminer l'opposant de Gloucester directement qualifié pour la finale. Les coéquipiers de Dallaglio se défont des Saints sur le score de 19 à 10, puis s'imposent largement contre les Cherry and Whites 39-3. Les Wasps obtiennent leur troisième titre de champion et décrochent leur second trophée de la saison. En effet, une semaine avant, le club londonien remporte le challenge européen après avoir battu Bath 48-28 au Madejski Stadium. Lors de la finale, le joueur d'origine italienne a une violente altercation avec Steve Borthwick, le deuxième ligne adverse. Celui-ci lui donne une série de coups à la tête, et est exclu pour ce mauvais geste.
En février, Dallaglio est à nouveau sélectionné pour participer au Tournoi des Six Nations. Il est seulement remplaçant pour le match d'ouverture contre la France, qui est battue 25-17,, avec vingt points inscrits au pied par Jonny Wilkinson et un essai de Jason Robinson. La troisième ligne alignée est alors formée par Lewis Moody, Richard Hill et Neil Back, mais Moody se blesse. Au match suivant contre le pays de Galles, Dallaglio le remplace mais il joue au poste de numéro 8 alors Hill glisse à l'aile. La sélection anglaise gagne la rencontre 26 à 9 et le joueur des Wasps effectue un très bon match. Puis les Anglais sont efficaces et sérieux contre les Italiens et l'Écosse, s'imposant respectivement 40-5 et 40-9,. Dans le même temps, l'Irlande remporte elle aussi tous ses matchs, et, la rencontre entre les deux équipes à Lansdowne Road s'annonce alors décisive pour l'attribution du titre. Dallaglio marque le premier essai du match et l'Angleterre s'impose largement 42 à 6,. Le XV de la rose remporte le Tournoi en réalisant le Grand Chelem, le premier pour le troisième ligne anglais et le seul de sa carrière.
Après le Tournoi, l'Angleterre effectue une tournée en juin dans l'hémisphère Sud. L'équipe affronte d'abord la Nouvelle-Zélande le 14 juin dans de mauvaises conditions climatiques et gagne 15-13. Le huit de devant est brillamment conduit par son capitaine, Martin Johnson et la sortie temporaire de Back et Dallaglio sur carton jaune, ne change pas la physionomie du match. Les Anglais obtiennent une victoire 25 à 14 contre l'Australie la semaine suivante, remportant un doublé historique. L'Angleterre effectue un dernier match de préparation avant la Coupe du monde contre la France début septembre. Mais Dallaglio ne prend pas part au match gagné largement 45 à 14 par les Anglais.

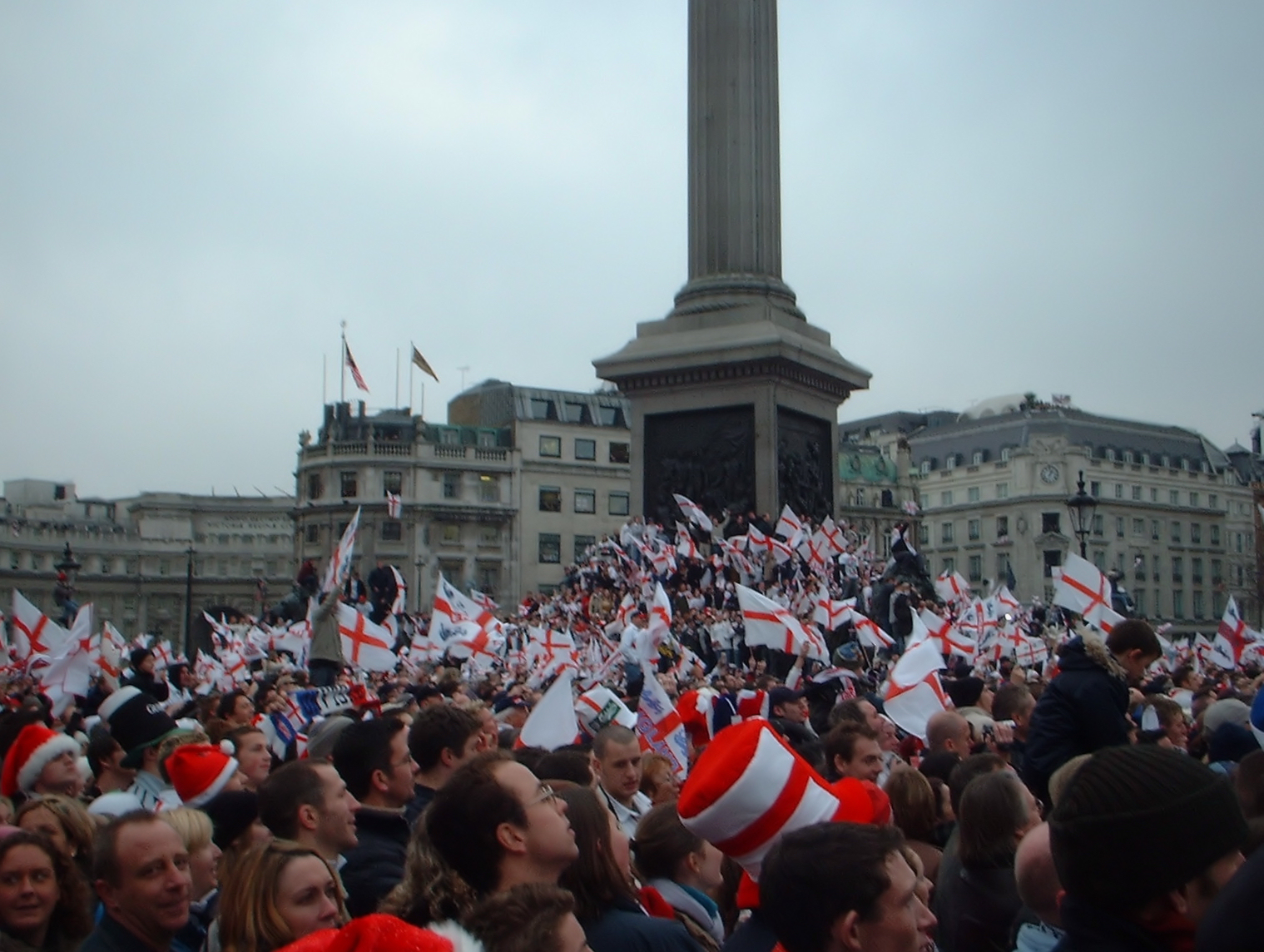
Célébrations à Trafalgar Square après la victoire de l'Angleterre en Coupe du monde.

Au mois d'octobre, l'Angleterre commence la Coupe du monde 2003 à Subiaco Oval et s'impose facilement 84-6 contre la Géorgie, le joueur des Wasps inscrit un essai. Lors du second match de poule contre les Springboks, Wilkinson marque vingt des vingt-cinq points de l'équipe et Will Greenwood un essai pour une victoire 25-6. Lawrence Dallaglio ne fait pas un grand match et sa prestation, tout comme celle du XV anglais, lors de la troisième rencontre contre les Samoa remportée difficilement 35-22 n'est pas meilleure. Cela conduit Martin Johnson à critiquer son équipe qui n'a pas convaincu et doit se remettre en cause. Enfin, l'Angleterre s'impose largement 111-13 dans le dernier match contre l'Uruguay. L'équipe finit donc à la première place de la poule C et se qualifie pour la suite de la compétition. Lors des quarts de finale, le XV de la rose défait le pays de Galles au Suncorp Stadium sur le score de 28 à 17. En demi-finale, les Anglais retrouve la France qu'ils battent 24 à 7 avec un Jonny Wilkinson auteur de tous les points de son équipe. Lors de la finale contre l'Australie, alors que les deux équipes sont à égalité, Wilkinson passe un drop du pied droit à 26 secondes de la fin du temps réglementaire, assurant la première victoire de l'Angleterre en Coupe du monde,. Bien que certains, comme David Campese, dénoncent un style de jeu anglais « ennuyeux », l'Angleterre et Lawrence Dallaglio décrochent la coupe Webb Ellis.

### Les London Wasps au sommet (2004-2005)
En raison de sa participation à la Coupe du monde, Dallaglio manque le début de saison des Wasps. Il ne rejoint le club londonien que le 7 décembre 2003 pour le premier match de Coupe d'Europe contre l'USA Perpignan gagné 28-7. Les Anglais remportent cinq des six matchs de poule, ne concédant qu'une défaite à domicile contre les Celtic Warriors. Ils terminent à la première place du groupe et sont qualifiés pour les quarts de finale. Dallaglio dispute quatre des six matchs car il est laissé au repos pour la double confrontation contre les Italiens de Calvisano. Les London Wasps sont impressionnants en quart de finale contre Gloucester et s'imposent largement 34 à 3 avec un essai de leur capitaine. La demi-finale se joue à Lansdowne Road à Dublin où Dallaglio et ses coéquipiers défient le Munster. Alors que la province irlandaise mène de dix points à quinze minutes de la fin, les londoniens inscrivent deux essais par Tom Voyce et Trevor Leota et se qualifient pour la finale. Ils font face à Toulouse, champion en titre, pour le gain du titre. Alors que les deux équipes sont à égalité 20 partout à une minute de la fin du temps règlementaire, Rob Howley plonge dans les pieds de Clément Poitrenaud pour aplatir alors que l'arrière toulousain attend que le ballon rentre dans l'en-but. Les London Wasps s'imposent finalement 27-20 et remportent leur second titre continental après le challenge européen conquis l'année précédente. Dallaglio est content de la prestation de son équipe et déclare « Je suis très fier de suivre les pas de Bath, Leicester et Northampton et de devenir la quatrième équipe anglaise à remporter la Coupe d'Europe ». Une semaine plus tard, les Wasps réalisent le doublé en remportant le championnat. Classés seconds à l'issue de la phase régulière, ils disputent la demi-finale contre Northampton pour le gain d'une place en finale contre Bath leader du classement. Les coéquipiers de Dallaglio se défont facilement des Saints sur le score de 57 à 20, le joueur d'origine italienne inscrivant un doublé au cours du match. En finale, les joueurs de Londres s'imposent contre les favoris 10-6 à Twickenham et conservent leur titre. Dallaglio accumule les succès, cette victoire en championnat est son sixième titre en deux ans.
Après la retraite internationale de Martin Johnson, Dallaglio est à nouveau nommé au poste de capitaine de l'équipe anglaise. Celle-ci commence le Tournoi par deux victoires puis elle s'incline à domicile 13-19 contre l'Irlande. C'est la première défaite de Dallaglio avec le XV de la rose après 28 victoires consécutives. L'Angleterre perd une nouvelle fois 21-24 contre la France qui réussit le Grand Chelem. En fin de saison, il est confirmé au poste de capitaine pour la tournée du mois de juin dans l'hémisphère sud où le XV anglais affronte la Nouvelle-Zélande et l'Australie. Il prend part aux trois test matchs qui se soldent par de cuisantes défaites : 36-3 et 36-12 contre les All-Blacks, et 51-15 contre les Wallabies. Contre l'Australie, Dallaglio marque l'un des deux seuls essais anglais de cette tournée. Peu de temps après, il renonce à sa carrière internationale et Jonny Wilkinson le remplace dans le rôle de capitaine de l'équipe d'Angleterre,.

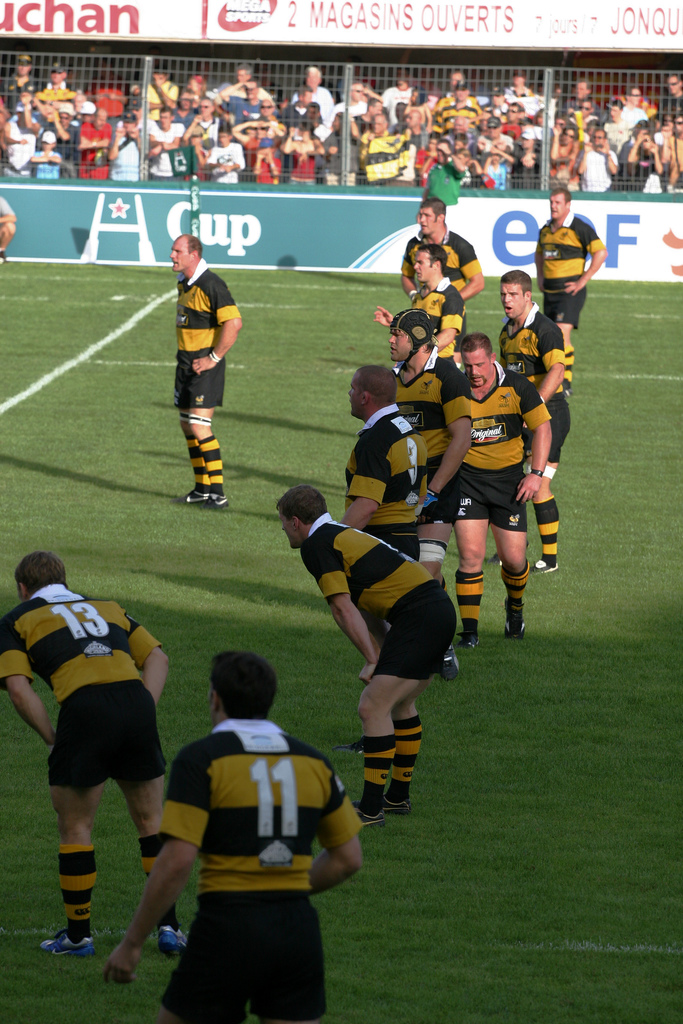
Lawrence Dallaglio devant l'alignement londonien lors du match de Coupe d'Europe contre Perpignan en 28 octobre 2006.

La saison suivante les London Wasps retrouvent la Coupe d'Europe pour la défense de leur titre. Ils évoluent dans un groupe difficile avec les Leicester Tigers, le Biarritz olympique et Calvisano. La double confrontation contre les Tigers est un tournant. Leicester s'impose 37-31 à l'extérieur à Adams Park puis l'emporte 35-27 à domicile. Dallaglio est ses coéquipiers perdent également le dernier match de poule contre les Basques 18-15 et sont éliminés. En championnat, le club londonien termine second de la phase régulière et affronte les Sale Sharks en demi-finale pour pouvoir rejoindre les Leiceister Tigers en finale. Il remporte la rencontre sur le score de 43-22. Lors de la finale disputée le 14 mai 2005, les coéquipiers de Dallaglio s'imposent largement 39 à 14 et s'adjugent leur troisième titre consécutif, le quatrième de sa carrière pour le troisième ligne,. Malgré sa retraite internationale, Dallaglio est sélectionné au mois de juin pour effectuer la tournée en Nouvelle-Zélande avec les Lions. Victime d'une luxation de la cheville lors du premier match contre l'équipe de Bay of Plenty, il quitte la tournée et ne dispute pas les trois test matchs contre les All Blacks,.

### Retour en équipe d'Angleterre (2006-2007)
Les London Wasps commencent la saison 2005-2006 avec l'objectif de conserver leur titre de champion et de faire aussi bien que Bath et Leicester avec quatre trophées de suite dans la compétition. En Coupe d'Europe, le club londonien est éliminé dès la phase de poules barré par le Stade toulousain, champion sortant. Cette élimination précoce contraint Dallaglio et ses coéquipiers à se concentrer sur les compétitions nationales. Le club termine la phase régulière du championnat à la quatrième place ce qui lui ouvre les portes des play-off. En demi-finale, les Wasps affrontent Sale, leader de la phase régulière. Le club de Dallaglio est battu 22 à 12 et voit ses prétentions d'un quatrième titre consécutif s'évanouir. Néanmoins, la saison n'est pas vierge de titre puisqu'au mois d'avril, le club londonien remporte la première édition de la Coupe anglo-galloise en battant les Llanelli Scarlets 26 à 10 en finale. La saison du joueur est surtout marquée par son retour en équipe d'Angleterre sous l'impulsion d'Andy Robinson, le sélectionneur anglais, plus d'un an après l'annonce de sa retraite internationale. Il retrouve le XV de la rose le 4 février 2006 à l'occasion du premier match du Tournoi des Six Nations contre les Gallois. Son retour est réussi car il marque un essai pour une victoire 47 à 13. Le troisième ligne anglais dispute les trois matchs suivants mais ne joue pas la dernière rencontre contre l'Irlande. Après avoir battu l'Italie lors de la seconde journée, le XV anglais perd les trois autres matchs et finit à la quatrième place du Tournoi, sa plus mauvaise performance depuis 1987. Dallaglio n'est pas rappelé ensuite dans le groupe anglais pour la tournée d'été.

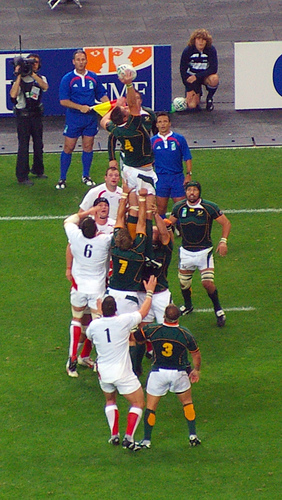
Dallaglio et l'Angleterre sont dominés à deux reprises par l'Afrique du Sud lors de la Coupe du monde 2007.

La saison suivante, les London Wasps entament leur campagne européenne au sein d'un groupe constitué de deux clubs français, Castres et Perpignan, et du club italien de Trévise. Avec cinq victoires pour une défaite, ils terminent premiers de la poule et s'offrent un quart de finale à domicile. Dallaglio dispute les six rencontres et marque un essai contre Trévise. Le club londonien se défait du Leinster 35-13 en quart puis écarte les Northampton Saints 30-13 en demi. En finale, Dallaglio et ses coéquipiers affrontent les Leicester Tigers le 21 mai 2007 au Stade de Twickenham devant une foule record de 81 076 spectateurs. Les Londoniens marquent deux essais à la suite de deux combinaisons sur lancer en touche et gagnent la rencontre 25-9. Dallaglio remporte son second trophée dans la compétition après le sacre de 2004. En revanche, la même réussite n'est pas présente en championnat puisque les Wasps terminent à la cinquième place ratant d'un rien la qualification pour les play-off. Sur le plan international, le joueur d'origine italienne ne fait pas partie du groupe anglais pour les test-matchs de novembre et il n'est pas non plus retenu par Brian Ashton pour disputer le Tournoi des Six Nations. Mais, à l'issue de la saison, le sélectionneur anglais décide de le retenir pour la préparation de l'équipe d'Angleterre à la Coupe du monde 2007, mettant en avant ses qualités de meneur d'hommes : « L'engagement qu'il réclame fait que les autres joueurs haussent leur niveau ». Pour son retour dans l'équipe lors du premier match de préparation à la Coupe du monde de rugby à XV 2007, il entre sur le terrain pour remplacer Nick Easter et marque un essai lors de la large victoire 62-5 de l'Angleterre contre le pays de Galles. Il est titulaire au poste de troisième ligne centre lors de la rencontre suivante contre la France, avant de revenir sur le banc lors de la rencontre suivante à Marseille.
Pour le premier match de la Coupe du monde à Lens contre les États-Unis, le capitaine des Wasps est titulaire au centre de la troisième ligne. Malgré la victoire 28-10, l'Angleterre ne convainc pas et Dallaglio reçoit un carton jaune pour avoir écroulé un maul près de la ligne d'essai anglaise. Pour le deuxième match de la poule contre les Sud-Africains, décisif pour l'attribution de la première place, Brian Ashton se passe des services de Dallaglio, titularisant Nick Easter au poste de numéro 8. L'Angleterre est humiliée 36 à 0 et vise dorénavant la seconde place du groupe. Le joueur d'origine italienne ne dispute pas la rencontre contre les Samoa mais participe au dernier match contre les Tonga. Remplaçant, il entre sur le terrain à la 65e minute du match qui voit la victoire des Anglais 36-20 et les qualifie pour le second tour de la compétition. Lors du quart de finale contre l'Australie, le pack anglais met une pression énorme tout le match à son vis-à-vis australien, ce qui empêche les Wallabies de développer du jeu. Dallaglio, de nouveau remplaçant d'Easter, participe à la courte victoire 12 à 10 de son équipe. En demi-finale, le XV de la rose affronte la France et reproduit le même schéma qui lui permet de remporter le match 14-9 et lui ouvre les portes de la finale. Dallaglio et ses coéquipiers retrouvent l'Afrique du Sud pour le dernier match au Stade de France le 20 octobre 2007. La rencontre est plus serrée que celle disputée lors de la phase de groupes mais les Springboks s'imposent une nouvelle fois sur le score de 15 à 6 et remportent la coupe Webb Ellis. Dallaglio, encore remplaçant d'Easter, dispute à 36 ans son dernier match sous le maillot anglais.

### Fin de carrière (2008)

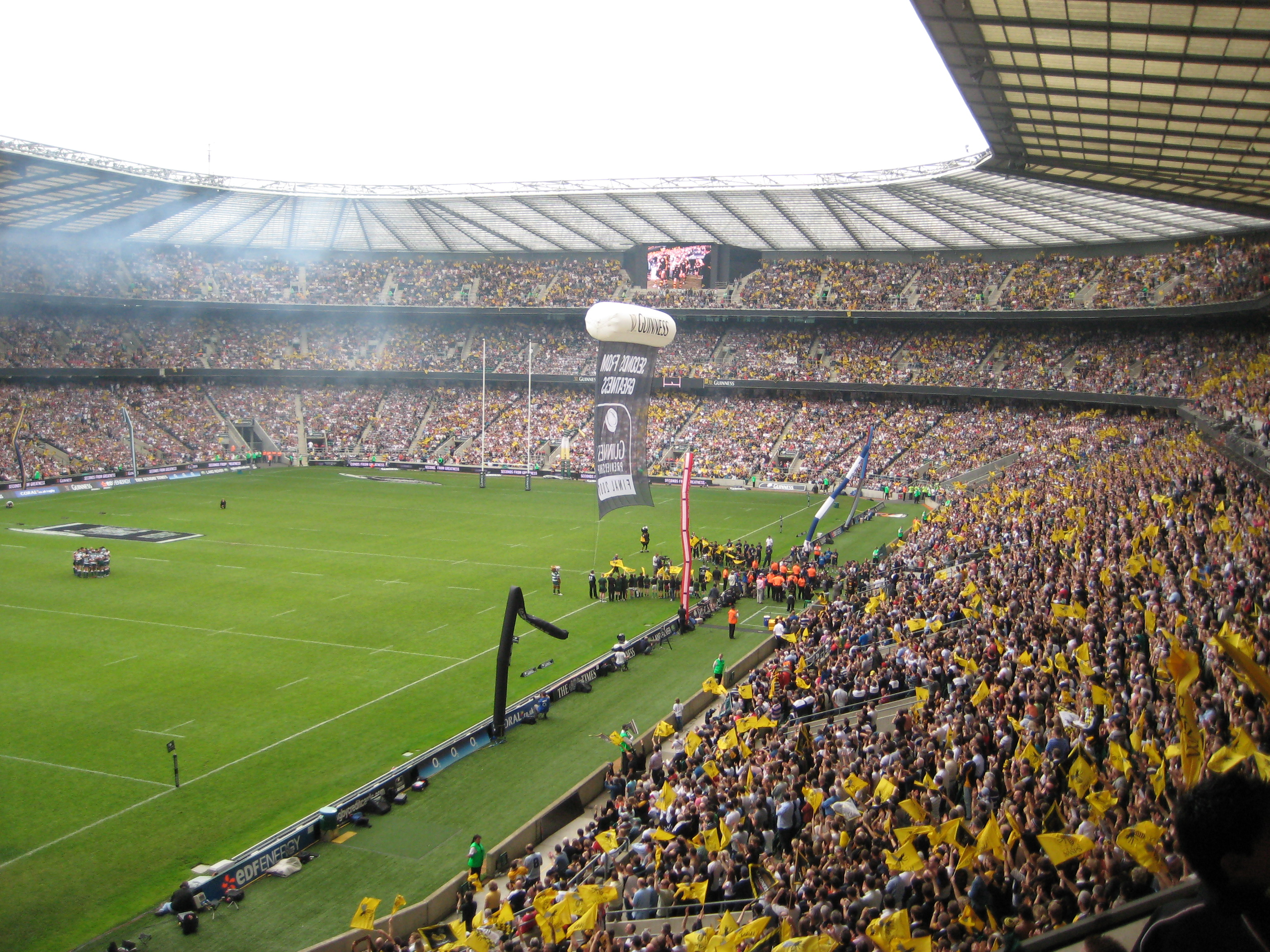
Dallaglio et ses coéquipiers remportent la finale du championnat 2008 26-16 à Twickenham.

En raison de sa participation à la Coupe du monde, Dallaglio manque le début de saison des Wasps, tout comme les nombreux internationaux du club qui, privé de tous ces joueurs retenus en sélection, fait un début de championnat moyen. Le club londonien est seulement dixième du classement à la fin du mois d'octobre. Dallaglio fait son retour dans l'équipe le 4 novembre 2007 pour le match contre Gloucester. Puis, il retrouve la Coupe d'Europe où les Wasps sont dans une poule difficile avec le Munster, l'ASM Clermont et les Llanelli Scarlets comme adversaires. Le troisième ligne anglais dispute toutes les rencontres de son équipe, et, lors du dernier match contre la province irlandaise, décisif pour la qualification, il est averti. Le club londonien perd la rencontre 19-3 et est éliminé de la compétition. Au mois de janvier, Dallaglio annonce sa retraite internationale ainsi que sa fin de carrière définitive pour la fin de la saison. Les Wasps redressent la barre en championnat et terminent deuxièmes de la phase régulière. En play-off, le club londonien rencontre Bath en demi-finale et s'impose 21 à 10. Les Leicester Tigers sont l'adversaire de la finale disputée le 31 mai 2008 au stade de Twickenham. Les coéquipiers de Dallaglio fêtent la fin de carrière de leur joueur emblématique en s'imposant 26 à 16 et en lui offrant le dernier titre de sa carrière. Six mois après la fin de sa carrière de joueur, il intègre l'encadrement de l'équipe des London Wasps, chargé du recrutement et de la détection de jeunes talents.

## Palmarès

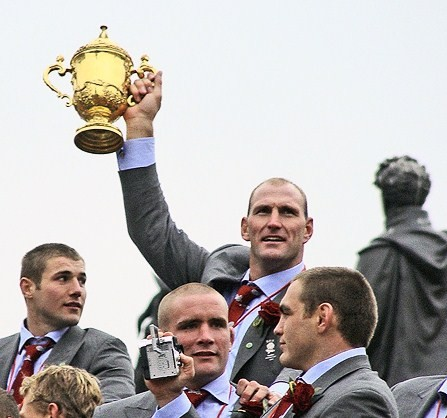
Triomphe pour les Anglais champions du monde en 2003.

Au cours de sa carrière de rugbyman professionnel, Lawrence Dallaglio s'est construit l'un des plus beaux palmarès du rugby anglais tant en club qu'en équipe nationale, le titre de champion du monde 2003 restant l'exploit le plus retentissant de sa carrière.

### En club
Fidèle tout au long de sa carrière aux London Wasps, Lawrence Dallaglio remporte au moins une fois toutes les compétitions auxquelles il participe avec le club anglais. Il gagne la Coupe d'Europe à deux reprises en 2004 et 2007 pour un total de neuf participations à la compétition européenne. La seule année où il dispute le challenge européen, il le remporte en 2003. Sur le plan national, il s'impose dans le championnat d'Angleterre à quatre reprises dont trois fois consécutives : 2003, 2004, 2005 et 2008. Il conquiert également la Coupe d'Angleterre en 1999, 2000 et 2006 contre deux finales perdues en 1995 et 1998.

### En équipe nationale
Lawrence Dallaglio participe à trois Coupes du monde, avec des titres de champion du monde 2003, vice-champion du monde 2007 et une place de quart de finaliste en 1999. Il remporte également quatre Tournois en 1996, 2000, 2001, 2003, le dernier en réussissant enfin à réaliser le Grand Chelem.

#### Coupe du monde
| Édition          | Rang                   | Résultats Angleterre | Résultats L. Dallaglio | Matchs L. Dallaglio |
| ---------------- | ---------------------- | -------------------- | ---------------------- | ------------------- |
| Royaume-Uni 1999 | Quart de finaliste     | 3 v, 0 n, 2 d        | 3 v, 0 n, 2 d          | 5/5                 |
| Australie 2003   | Champion du monde      | 7 v, 0 n, 0 d        | 7 v, 0 n, 0 d          | 7/7                 |
| France 2007      | Vice-champion du monde | 5 v, 0 n, 2 d        | 4 v, 0 n, 1 d          | 5/7                 |

Légende : v = victoire ; n = match nul ; d = défaite.

#### Tournoi
| Édition                       | Rang | Résultats Angleterre | Résultats L. Dallaglio | Matchs L. Dallaglio |
| ----------------------------- | ---- | -------------------- | ---------------------- | ------------------- |
| Tournoi des Cinq Nations 1996 | 1    | 3 v, 0 n, 1 d        | 3 v, 0 n, 1 d          | 4/4                 |
| Tournoi des Cinq Nations 1997 | 2    | 3 v, 0 n, 1 d        | 2 v, 0 n, 1 d          | 3/4                 |
| Tournoi des Cinq Nations 1998 | 2    | 3 v, 0 n, 1 d        | 3 v, 0 n, 1 d          | 4/4                 |
| Tournoi des Cinq Nations 1999 | 2    | 3 v, 0 n, 1 d        | 3 v, 0 n, 1 d          | 4/4                 |
| Tournoi des Six Nations 2000  | 1    | 4 v, 0 n, 1 d        | 4 v, 0 n, 1 d          | 5/5                 |
| Tournoi des Six Nations 2001  | 1    | 4 v, 0 n, 1 d        | 4 v, 0 n, 0 d          | 4/5                 |
| Tournoi des Six Nations 2002  | 2    | 4 v, 0 n, 1 d        | 1 v, 0 n, 0 d          | 1/5                 |
| Tournoi des Six Nations 2003  | 1    | 5 v, 0 n, 0 d        | 5 v, 0 n, 0 d          | 5/5                 |
| Tournoi des Six Nations 2004  | 3    | 3 v, 0 n, 2 d        | 3 v, 0 n, 2 d          | 5/5                 |
| Tournoi des Six Nations 2006  | 4    | 2 v, 0 n, 3 d        | 2 v, 0 n, 2 d          | 4/5                 |

Légende : v = victoire ; n = match nul ; d = défaite ; la ligne est en gras quand il y a Grand Chelem.

## Statistiques

### En club
En quinze saisons passées avec le club londonien, Lawrence Dallaglio dispute 341 matchs et marque 248 points (49 essais et 1 drop) toutes compétitions confondues. Il participe notamment à 52 matchs de Coupe d'Europe et 8 rencontres de challenge européen au cours desquels il marque respectivement 8 et 4 essais.

### En équipe nationale
En treize années, Lawrence Dallaglio dispute 85 matchs avec l'équipe d'Angleterre au cours desquels il marque 17 essais (85 points). Il participe notamment à dix Tournois des Cinq/Six Nations et à trois Coupes du monde (1999, 2003 et 2007) pour un total de dix-sept rencontres disputées en trois participations,.

### Avec les Lions britanniques
Lawrence Dallaglio participe à trois tournées avec l'équipe des Lions britanniques et irlandais, en 1997, 2001 et 2005, durant lesquelles il dispute dix rencontres. En particulier, il dispute trois test matchs contre l'Afrique du Sud en 1997.

## En dehors des terrains

### Vie privée
Lawrence Dallaglio épouse Alice, modèle et étudiante en arts, au lac de Côme,. Il vit à Londres avec sa femme et ses trois enfants : deux filles Ella et Josie ainsi qu'un garçon, Enzo, le benjamin,. Son fils est victime en mai 2008 d'une agression de leur chien, Como, et est hospitalisé avec des plaies au visage. Sa mère Eileen Dallaglio décède en décembre 2008, des suites d'un cancer.
Sa sœur décède lors du drame du Marchioness, un accident de bateau qui a eu lieu sur la Tamise fin des années 1980.
Depuis son passage à la King's House School, Dallaglio aime et pratique le chant que ce soit dans des chorales ou dans des évènements privés comme lors du mariage d'Andrew Lloyd Webber. Le joueur d'origine italienne aime également les courses de chevaux, il prend des parts dans un syndicat de propriétaires d'une écurie.

### Revenus, sponsors et cachets
La professionnalisation du rugby à XV démarre en 1995 avec Jonah Lomu en fer de lance. Elle se poursuit et s'accentue dans les années 2000. Les sportifs voient alors leur statut évoluer et le monde du rugby à XV bascule vers un business de plus en plus important. Lawrence Dallaglio lui-même est d'ailleurs recruté par Nike, il tourne quelques spots,. La campagne mondiale victorieuse de 2003 associée à un statut de vedette dans la « planète Ovalie », lui permet de négocier son contrat à la hausse pour une valeur de cinq cent mille livres avec ses partenaires : Nike, les vêtements de rugby Optimum et une société de produits alimentaires pour la santé. Ashley Woolfe est l'agent qui défend les intérêts du joueur des Wasps.
Outre ses contrats publiciatires, Dallaglio tire des revenus provenant de deux autres types d'activités. La première est une activité commerciale puisqu'il achète une taverne The Havelock Tavern, à Kensington,. Il a également un engagement comme porte-parole pour Greene King IPA, la bière officielle du rugby anglais, et donne son nom à une cuvée limitée du brasseur du Suffolk,. Sa seconde source de revenus est liée à la publication car depuis 1997, il écrit quatre livres sur le rugby dont l'ouvrage autobiographique It's in the Blood : My Life qui sort dans les librairies anglophones en novembre 2007. Le joueur y critique ouvertement Brian Ashton, le sélectionneur anglais lors de la Coupe du monde 2007. L'ouvrage fait polémique mais la Rugby Football Union ne sanctionne pas le joueur, se contentant de condamner les propos tenus dans le livre,.

### Œuvres de charité

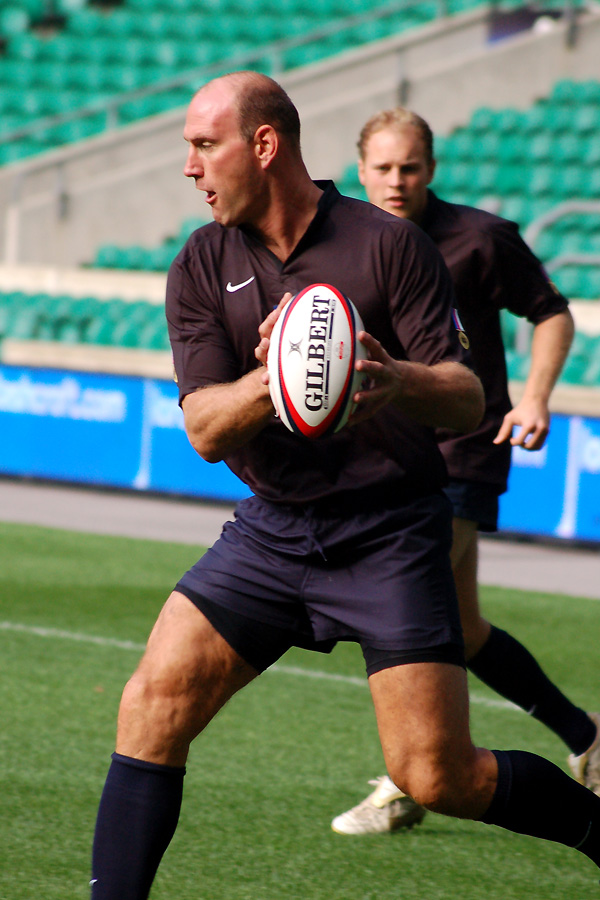
Lawrence Dallaglio à l'entraînement, pour une œuvre charitable.

Dallaglio est engagé dans des œuvres de charité, particulièrement pour l'aide aux enfants. Il est le président honoraire de la Wooden Spoon Society dans la région du Middlesex, l'œuvre de charité du rugby britannique et irlandais qui aide l'enfance défavorisée et les jeunes au Royaume-Uni et en république d'Irlande.
En septembre 2008, Dallaglio est le capitaine de la formation Help for Heroes lors d'un match de charité disputé à Twickenham. L'équipe compte d'anciens internationaux comme Will Greenwood, Jason Robinson et le sélectionneur de l'équipe d'Angleterre Martin Johnson. Elle s'impose 29 à 10 contre un XV international conduit par l'ancien capitaine du gallois Scott Gibbs. Dallaglio termine la rencontre en bottant la transformation du dernier essai. Le match se déroule à Twickenham devant une foule de 52 254 spectateurs, ce qui permet de lever des fonds pour l'association à hauteur de 1,1 million de livres sterling.
En septembre 2009, le troisième ligne britannique lance un site internet pour accueillir la Dallaglio Foundation, association caritative pour la lutte contre le cancer qu'il crée après le décès de sa mère en 2008. Ce site présente les évènements à venir et les challenges programmés dans l'année, les activités qu'il soutient, les résultats. Début 2010, la fondation a déjà récolté 600 000 livres sterling depuis sa création. En février 2010, Dallaglio participe à une randonnée cyclotouriste de Rome à Édimbourg à travers les Six Nations du Tournoi pendant le Tournoi pour recueillir des fonds pour Sport Relief et la Dallaglio Foundation. L'équipe parcourt à vélo les pays qui participent au Tournoi des Six Nations reliant les six grands stades. L'objectif est de récolter un million de livres pour la recherche contre le cancer,.

## Style et honneurs
Jouant aussi bien à l'aile qu'au centre de la troisième ligne, Dallaglio est un élément indispensable de son équipe tant en club qu'en équipe nationale. De par son grand gabarit, c'est un joueur très puissant avec des qualités de perforation et de combat pour la possession de la balle très utiles pour les phases de conquête. Il est d'ailleurs considéré comme le meilleur numéro 8 au monde par Andy Robinson, le sélectionneur du XV de la rose de 2004 à 2006. Outre ses qualités de joueur, Dallaglio est un compétiteur né qui possède également beaucoup de charisme. Ces deux qualités le mènent à devenir capitaine des London Wasps et du XV anglais. Le directeur du rugby des Wasps, Ian McGeechan, déclare à son propos qu'il « est un exemple fantastique. Il joue avec charisme, s'exprime avec et dirige avec ».
Dès 1997, Dallaglio est associé en équipe d'Angleterre à Neil Back et Richard Hill en troisième ligne. Ils jouent 41 matchs ensemble du 22 novembre 1997, à Manchester contre les All Blacks, au 22 novembre 2003, à Sydney contre les Wallabies. Cette troisième ligne est considérée comme l'une des toutes meilleures de l'histoire du rugby à XV à l'image de la troisième ligne des champions du monde 1987 néo-zélandais Alan Whetton, Buck Shelford et Michael Jones ou de la troisième ligne française du milieu des années 1970 composée de Jean-Claude Skrela, Jean-Pierre Bastiat et Jean-Pierre Rives. Les médias anglais lui donnent d'ailleurs le surnom de Holy Trinity - la sainte trinité,.
Avec une carrière en club et en équipe nationale brillante, Dallaglio a reçu de nombreuses récompenses individuelles et des marques de reconnaissance. Il est désigné meilleur joueur de l'année par la Rugby Football Union lors de la saison 1995-1996 et meilleur joueur du Tournoi des Six Nations en 2000. Il est nommé membre de l'Empire britannique en 2004 pour ses brillants résultats en Coupe du monde,, puis officier de l'Empire britannique en 2008 pour services rendus au rugby anglais et aux œuvres de charité. Dans le cadre des célébrations du centenaire du stade de Twickenham, il est intégré au Twickenham Wall of Fame, récompensant les cent meilleurs joueurs ayant marqué de leur empreinte l'histoire du stade, à l'occasion du test match entre l'Angleterre et l'Italie du 7 février 2009,. Il est l'un des cinq champions du monde anglais à figurer dans cette liste en compagnie de Martin Johnson, Neil Back, Richard Hill et Jason Robinson.